# Listă de faruri din România
Aceasta este o listă de faruri din România.

## Faruri
| Nume                                                   | Imagine | Anul construirii          | Coordonate                                          | Clasă iluminare  | Înălțime focală   | Număr NGA | Număr amiralitate | Distanță mm/mn |
| ------------------------------------------------------ | ------- | ------------------------- | --------------------------------------------------- | ---------------- | ----------------- | --------- | ----------------- | -------------- |
| Farul Capul Tuzla                                      |         | 1900                      | 43°59′26.9″N 28°39′59.0″E / 43.990806°N 28.666389°E | Fl (2) W 9.7s.   | 62 metri (203 ft) | 17688     | E5022             | 20             |
| Farul genovez Constanța                                |         | 1858-1860                 | 44°17′21″N 28°56′46.3″E / 44.28917°N 28.946194°E    | Inactiv din 1913 | 21 metri (69 ft)  |           |                   | 9,5            |
| Farul nou Constanța                                    |         | 1961                      | 44°09′29.3″N 28°37′49.5″E / 44.158139°N 28.630417°E | Fl (2) w 29.8s.  | 87 metri (285 ft) | 17692     | E5025             | 24             |
| Farul de la pintenul de nord-est din Constanța         |         | 1972                      | 44°08′51.5″N 28°40′19.0″E / 44.147639°N 28.671944°E | Fl G 3s.         | 14 metri (46 ft)  | 17704     | E5026.2           | 5              |
| Farul de intrare de la digul exterior de est Constanța |         | 1972                      | 44°08′36.4″N 28°40′22.2″E / 44.143444°N 28.672833°E | Fl W 4.5s.       | 24 metri (79 ft)  | 17700     | E5026             | 10             |
| Farul de la digul de sud Constanța                     |         | 1972                      | 44°08′49.1″N 28°40′07.7″E / 44.146972°N 28.668806°E | Fl R 3s.         | 14 metri (46 ft)  | 17708     | E5026.4           | 5              |
| Farul de la Gura Portiței                              |         | 1944 (reamplasat în 1977) | 44°40′31.6″N 28°59′14.2″E / 44.675444°N 28.987278°E | Fl W 9s.         | 22 metri (72 ft)  | 17736     | E5031             | 10             |
| Farul Mangalia                                         |         | 1958                      | 43°48′39.2″N 28°33′31.0″E / 43.810889°N 28.558611°E | Fl (2) W 5.5s.   | 72 metri (236 ft) | 17664     | E5018             | 22             |
| Farul de intrare de la digul de nord-est Mangalia      |         | 1979                      | 43°47′56.2″N 28°36′01.7″E / 43.798944°N 28.600472°E | Fl W 4s.         | 23 metri (75 ft)  | 17668     | E5019             | 10             |
| Farul de la pintenul de nord-est Mangalia              |         | 1979                      | 43°48′04.3″N 28°35′43.2″E / 43.801194°N 28.595333°E | Fl G 3s.         | 15 metri (49 ft)  | 17672     | E5019.5           | 5              |
| Farul de la digul de sud-est Mangalia                  |         | n/a                       | 43°47′55.0″N 28°35′34.7″E / 43.798611°N 28.592972°E | Fl R 3s.         | 15 metri (49 ft)  | 17684     | E5020             | 5              |
| Farul Midia                                            |         | 1942                      | 44°20′54.0″N 28°41′16.6″E / 44.348333°N 28.687944°E | Fl W 5s.         | 36 metri (118 ft) | 17732     | E5030             | 17             |
| Farul de intrare Midia                                 |         | 1989                      | 44°19′17.2″N 28°41′40.3″E / 44.321444°N 28.694528°E | Fl W 5s.         | 25 metri (82 ft)  | 17733     | E5030.2           | 10             |
| Farul Sfântu Gheorghe                                  |         | 1968                      | 44°53′56.9″N 29°36′01.5″E / 44.899139°N 29.600417°E | Fl (2) W 7.2s.   | 48 metri (157 ft) | 17740     | E5032             | 19             |
| Farul nou de la Sulina                                 |         | 1983                      | 45°08′53.9″N 29°45′33.6″E / 45.148306°N 29.759333°E | Fl (3) W 16.2s.  | 49 metri (161 ft) | 17744     | E5034             | 19             |
| Farul de la digul de nord-est Tomis                    |         | n/a                       | 44°10′42.1″N 28°39′45.0″E / 44.178361°N 28.662500°E | Fl G 3s.         | 10 metri (33 ft)  | 17720     | E5028.2           | 4              |
| Farul de la digul de sud-est Tomis                     |         | n/a                       | 44°10′40.1″N 28°39′43.3″E / 44.177806°N 28.662028°E | Fl R 3s.         | 10 metri (33 ft)  | 17728     | E5028             | 4              |